# Firma digital
Una firma digital es un mecanismo criptográfico que permite al receptor de un mensaje firmado digitalmente identificar a la entidad originadora de dicho mensaje (autenticación de origen y no repudio), y confirmar que el mensaje no ha sido alterado desde que fue firmado por el originador (integridad).

## Terminología
Terminología asociada al concepto:
- Un algoritmo de generación de firma digital, también llamado simplemente algoritmo de generación de firma, es un método para producir firmas digitales.
- Un algoritmo de verificación de firma digital, también llamado simplemente algoritmo de verificación, es un método que permite la verificación de que una firma digital es auténtica.
- Un esquema o mecanismo de firma digital consiste en un algoritmo de generación de firma y su algoritmo de verificación asociado.
- Un proceso o procedimiento de firma digital es un algoritmo de generación de firma digital, junto con un método para formatear los datos en mensajes que puedan ser firmados.

## Propiedades necesarias
Se han establecido una serie de propiedades necesarias que tiene que cumplir un esquema de firma para que pueda ser utilizado. La validez de una firma se ampara en la imposibilidad de falsificar cualquier tipo de firma, siempre y cuando se mantenga en secreto la clave del firmante. En el caso de las firmas escritas el secreto está constituido por características de tipo grafológico inherentes al signatario y por ello difíciles de falsificar. Por su parte, en el caso de las firmas digitales, el secreto del firmante es el conocimiento exclusivo de una clave (secreta) utilizada para generar la firma. Para garantizar la seguridad de las firmas digitales es necesario a su vez que estas sean:
- Únicas: Las firmas deben poder ser generadas solamente por el firmante y por lo tanto infalsificable. Por tanto la firma debe depender del firmante.
- Infalsificables: Para falsificar una firma digital el atacante tiene que resolver problemas matemáticos de una complejidad muy elevada, es decir, las firmas han de ser computacionalmente seguras. Por tanto la firma debe depender del mensaje en sí.
- Verificables: Las firmas deben ser fácilmente verificables por los receptores de las mismas y, si ello es necesario, también por los jueces o autoridades competentes.
- Innegables: El firmante no debe ser capaz de negar su propia firma.
- Viables: Las firmas han de ser fáciles de generar por parte del firmante.

## Firma segura hacia adelante
La idea básica de estos esquemas de firma es extender los algoritmos de firma digital con un algoritmo de actualización de clave que haga que la clave secreta pueda ser cambiada frecuentemente mientras la clave pública permanece siendo la misma. El esquema resultante es seguro hacia adelante si el conocimiento de la clave secreta en un momento del tiempo no ayuda a falsificar firmas relativas a un periodo anterior de tiempo.

## Firma con agregación
Un sistema de firma con agregación es un sistema que genera firmas digitales que permiten ser agregadas en el sentido de que dadas n firmas sobre n mensajes distintos provenientes de n usuarios distintos, permiten agregar todos ellos en una sola firma. Con esta firma y todos los mensajes originales se podrá convencer a cualquier verificador que los n usuarios firmaron los n mensajes originales donde el usuario i firmó el mensaje i. Esta propiedad es muy útil para comprimir las cadenas de firmas que son usadas, por ejemplo, en las cadenas de certificación de las PKI, o en las cadenas de firmas usadas en la versión segura del protocolo de enrutado BGP (SBGP).

## Firma multipartita de adhesión dinámica
La firma multipartita de adhesión dinámica, también conocida por las siglas DMMS (del inglés Dynamic-Membership Multi-party Signature), es la abstracción del tipo de firma propuesto por los sistemas con cadena de bloques (Blockchain) en los que nodos firmantes no confiables, llamados mineros, se encargan de firmar transacciones a cambio de una retribución. Establecen una firma de información a través del consenso de los mineros. Para establecer el consenso utilizan distintos tipos de algoritmos como prueba de trabajo o prueba de participación.

## Clasificación

### En función del modo en el que se construye la firma
Podemos construir esquemas de firma digital basándonos en distintos tipos de técnicas:
- Basándonos en la supuesta seguridad de dispositivos físicos
- Basándonos en criptografía de clave simétrica.
- Basándonos en criptografía de clave asimétrica.

#### Basándonos en la supuesta seguridad de dispositivos físicos
Un dispositivo, como una tarjeta inteligente, se dice que es resistente a modificaciones (en inglés tamper resistant) si se cree que es difícil acceder a la clave secreta almacenada en él. Por tanto podemos usar una tarjeta inteligente con un algoritmo criptográfico para construir una firma digital de la siguiente forma:
El signatario tienen una tarjeta inteligente que puede solo cifrar con una clave secreta {\displaystyle K_{1}}, y cada verificador tiene una tarjeta inteligente que puede solo descifrar con una clave secreta {\displaystyle K_{2}} de forma que lo cifrado por {\displaystyle K_{1}} solo puede ser verificado por {\displaystyle K_{2}}.{\displaystyle K_{1}} y {\displaystyle K_{2}} pueden ser iguales (clave simétrica) o distintas (claves asimétricas). En este tipo de mecanismo hay que abordar el problema de instalar y almacenar de forma segura las claves en las tarjetas inteligentes. Falsificar una firma es difícil si el dispositivo es resistente a modificaciones.

#### Basándonos en criptografía de clave simétrica
Se han propuesto distintos protocolos de firma basados en la criptografía de clave secreta. Sin embargo, a partir de la aparición de la criptografía asimétrica están en recesión debido a su superioridad tanto conceptual como operacional en la mayoría de los contextos de uso.
Los esquemas de firma digital de clave simétrica son los siguientes:
- Firma de Desmedt
- Firma de Lamport-Diffie
- Firma de clave simétrica de Rabin
- Firma de Matyas-Meyer

Estos esquemas están basados en el uso una función de un solo sentido (en inglés one-way function). La gran desventaja de este tipo de esquemas es el tamaño de las claves y de las firmas y del hecho de que solo pueden ser usadas un número fijo de veces (frecuentemente una sola vez). Merkle ha propuesto optimizaciones para este tipo de algoritmos. Bleichenbacher y Maurer han proporcionado una generalización de estos métodos. Estos esquemas han servido como primitivas usadas en construcciones más complejas

#### Basándonos en criptografía de clave asimétrica
Se han propuesto distintos protocolos de firma basados en la criptografía de clave asimétrica. Los más importantes son los siguientes:
- Firma RSA
- Firma DSA
- Firma ESING
- Firma de clave asimétrica de Rabin
- Firma ElGamal
- Firma con curvas elípticas
- Firma de Guillou-Quisquater
- Firma de Ohta-Okamoto
- Firma de Schnorr
- Firma de Okamoto
- Firma de Feige-Fiat-Shamir

El uso de criptografía asimétrica para firma digital se basa en el concepto de funciones de un solo sentido con trampa (en inglés trapdoor one-way functions). Son funciones fáciles de computar en una sola dirección y difíciles de computar en otra dirección, excepto para alguien que conozca la información 'trampa'. La información puede entonces ser firmada digitalmente si el signatario transforma la información con su clave secreta (la información trampa). El verificador puede verificar la firma digital aplicando la transformación en el sentido fácil usando la clave pública.

### En función de si usa información aleatoria
Algunos esquemas de firma son deterministas y otros usan bits aleatorios. Las firmas que usan bits aleatorios probablemente revelan menos información sobre la clave secreta, sin embargo, por otra parte, obligan al signatario a tener una fuente segura de bits aleatorios. Observar que si la fuente de bits aleatorios es revelada, no solo la firma sino también la clave secreta puede que sea comprometida.
Firma Bloqueada

### En función de si necesita el mensaje original para la verificación de la firma
Podemos clasificar los esquemas de firma digital en función de si es necesario tener el mensaje original para verificar la firma, dando lugar a los siguientes tipos:

#### Esquemas de firma digital con recuperación de mensaje
Para verificar la firma este tipo de esquemas no requieren el mensaje original, ya que el mensaje original se puede recuperar a partir de la propia firma digital.

#### Esquemas de firma digital con apéndice
Este tipo de esquemas requieren el mensaje original para poder verificar la firma. Esto se debe a que a lo que se aplica el algoritmo de firma no es realmente el mensaje original sino el resultado de aplicar una función hash con ciertas propiedades que las hacen resistentes frente a ataques para hallar su inversa, es decir, no es posible, a partir del valor resumen, calcular los datos originales. Son los llamadas códigos de detección de modificaciones.
Algunas de las motivaciones para hacer esto son:
- Reducir el tamaño de la firma reduciendo el tamaño de la información a firmar.
- Aumentar la velocidad de firma.
- Si los mensajes a firmar pueden tener cierta estructura algebraica y el algoritmo de firma se comporta de forma que el sistema resultante puede ser vulnerable a criptoanálisis con ataques de texto escogido, podemos usar funciones hash para destruir esta estructura algebraica.
- Cuando se usa para firmar algoritmos de firma por bloques donde los mensajes son más largos que el bloque, no es seguro firmar mensajes bloque a bloque, ya que un enemigo podría borrar bloques del mensaje firmado o insertar bloques de su elección en el mensaje antes de que sea firmado. Al usar una función hash hacemos una transformación que hace a la firma dependiente de todas las partes del mensaje.
- Hace que el protocolo de firma no sea útil para que un atacante obtenga el texto en claro correspondiente de un mensaje que ha sido transmitido de forma cifrada.

### En función de la intervención o no de una entidad árbitro
Existen dos métodos para establecer protocolos de firma digital: firma digital con árbitro y firma digital sin árbitro.

#### Firma digital con árbitro
En este tipo de firma se aprovecha el hecho de que dos usuarios (X e Y) con desconfianza mutua admiten tener confianza en un tercero llamado árbitro (A). El árbitro posee una clave secreta con cada uno de los usuarios. Estas claves determinan las funciones de cifrado y descifrado que se establecen entre el árbitro y cada uno de los usuarios: {\displaystyle C_{XA},D_{XA},C_{YA},D_{YA}}. Toda la transmisión de la información entre los usuarios debe pasar forzosamente por el árbitro.
Si por ejemplo X quiere mandar un mensaje M firmado a Y lo cifra usando {\displaystyle C_{XA}(M)} y lo manda al árbitro. El árbitro lo recibe lo descifra (usando {\displaystyle D_{XA}}) comprobando que se trata de un mensaje válido de X, junta la identidad de X y el mensaje M a la firma {\displaystyle C_{XA}(M)} y cifra el resultado {\displaystyle [X,M,C_{XA}(M)]} con {\displaystyle C_{YA}} y lo manda a Y. El usuario Y descifra (usando {\displaystyle D_{YA}}) obteniendo el mensaje M, la identidad del origen y algo que sabe que es la firma del mensaje por el usuario. El valor de la firma lo guarda junto con M para que A pueda dirimir ante una posible disputa.

#### Firma digital sin árbitro
En este esquema el usuario firmante envía directamente la firma al destinatario, este debe poder comprobar la firma sin necesitar una tercera entidad como el árbitro.

## Factores implicados en la verificación de la firma
Normalmente la verificación de la firma no se ciñe exclusivamente a verificar con el algoritmo de verificación, que la firma digital se corresponde con el mensaje que se quería firmar. Además hay que evaluar una serie de factores que dan la validez real de la firma:
- Hay que verificar que la clave usada por el signatario es válida. Normalmente las claves para firmar suelen tener mecanismos que solo las hacen válidas durante cierto periodo de tiempo. Este tiempo se limita mediante uno o varios mecanismos, por ejemplo: fechas de caducidad (por ejemplo, para criptografía de clave pública con certificados, con tiempos de vigencia de certificados), estableciendo mecanismos que permiten comprobar que la clave no ha sido revocada por el firmante (por ejemplo, para criptografía de clave pública con certificados, con OCSP o CRL).
- En algunas ocasiones la firma lleva un sello de tiempo (en inglés: timestamping). Este sello de tiempo establece el momento en el que se ha realizado la firma. Este sello se puede utilizar por los protocolos para establecer periodos de tiempos después del cual la firma no es válida. Por ejemplo podríamos establecer un sistema en el que las firmas solo son válidas durante 30 minutos después de haberse producido.

## Aplicaciones
- Mensajes con autenticidad asegurada
- Mensajes sin posibilidad de repudio
- Contratos comerciales electrónicos
- Factura electrónica
- Desmaterialización de documentos
- Transacciones comerciales electrónicas
- Invitación electrónica
- Dinero electrónico
- Notificaciones judiciales electrónicas
- Voto electrónico
- Decretos ejecutivos (gobierno)
- Créditos de seguridad social
- Contratación pública
- Sellado de tiempo
- Laudo arbitral